# Mirosławiec
Mirosławiec é um município da Polônia, na voivodia da Pomerânia Ocidental e no condado de Wałcz. Estende-se por uma área de 2,17 km², com 3 064 habitantes, segundo os censos de 2016, com uma densidade de 1412,0 hab/km².